# Patrick Chesnais
Patrick Chesnais, właśc. Patrick Chenais (ur. 18 marca 1947 w La Garenne-Colombes) – francuski aktor filmowy, teatralny i telewizyjny, okazjonalnie również reżyser. Ma na swoim koncie role w blisko 150 filmach i serialach telewizyjnych.
Laureat Cezara dla najlepszego aktora w roli drugoplanowej za kreację w filmie Lektorka (1988) w reżyserii Michela Deville'a u boku Miou-Miou. Nominowany do Europejskiej Nagrody Filmowej i Cezara za główną rolę w obrazie Nie jestem tu po to, żeby mnie kochano (2005) Stéphane'a Brizé. W teatrze wcielił się m.in. w rolę Tartuffe'a w inscenizacji Molierowskiego Świętoszka na deskach Théâtre de Paris w 2012.
Prywatnie mąż aktorki Josiane Stoléru, z którą ma córkę Emilie. Chesnais to również ojciec dwóch synów (tragicznie zmarłego Ferdinanda oraz Victora) ze związków z innymi partnerkami.